# Quesnel
Quesnel es una ciudad canadiense situada en la provincia de Columbia Británica.

## Superficie
Quesnel tiene una superficie de 35,35 km².

## Demografía
En 2021, tenía 9889 habitantes, una densidad poblacional de 279,8 hab./km², y 4766 viviendas.